# Pisolithus albus
Pisolithus albus är en svampart som först beskrevs av Cooke & Massee, och fick sitt nu gällande namn av Priest 1998. Pisolithus albus ingår i släktet Pisolithus och familjen rottryfflar.   Inga underarter finns listade i Catalogue of Life.